# BYD e1

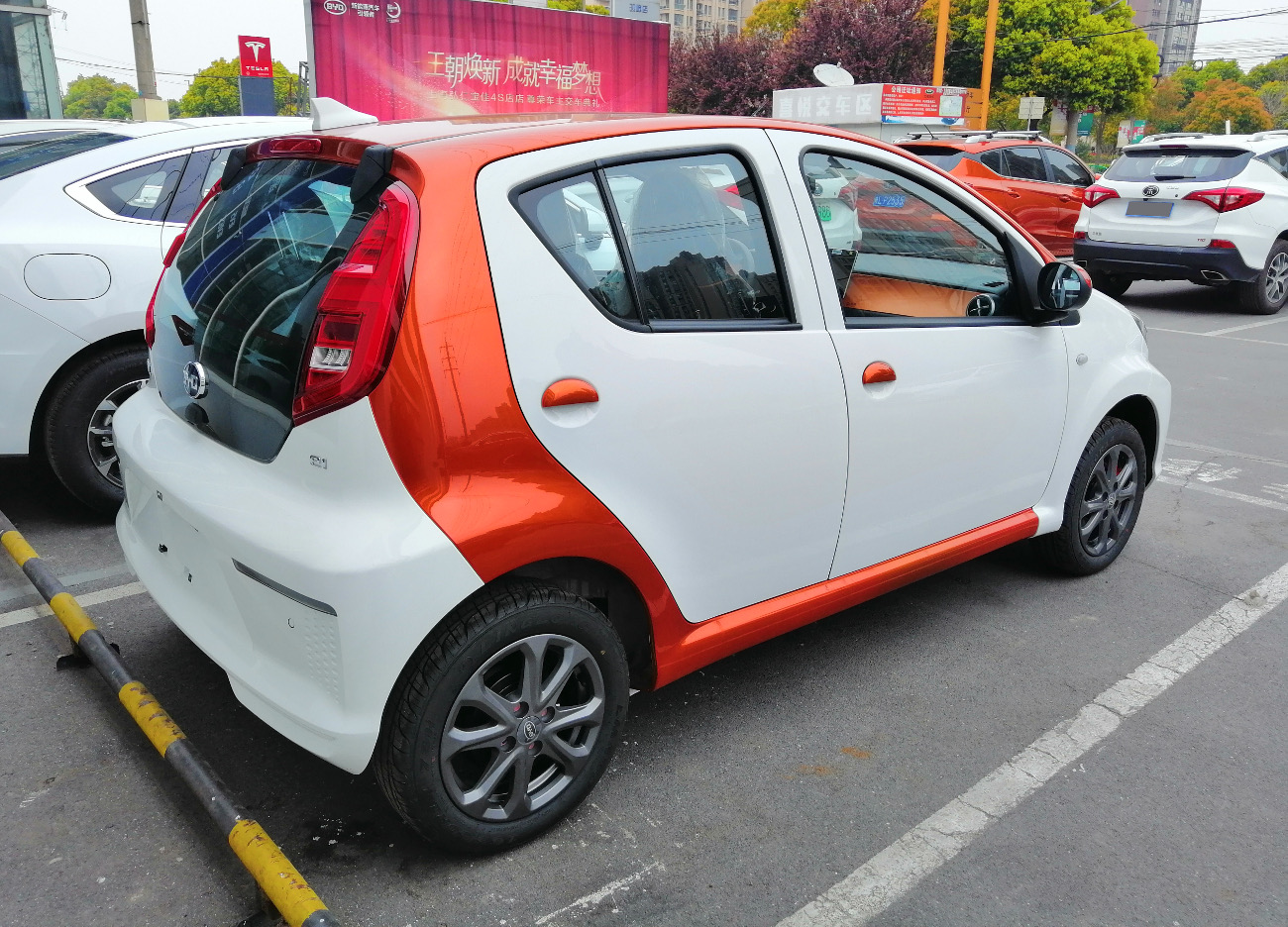
Heckansicht

Der BYD e1 ist ein batterieelektrisch angetriebener Kleinstwagen des chinesischen Automobilherstellers BYD Auto.

## Geschichte
Vorgestellt wurde der Wagen im März 2019 als Nachfolgemodell des BYD F0. Einen Monat später kam es in China in den Handel. Zunächst war der e1 als auf 999 Exemplare limitierte Zhixing Edition erhältlich. Äußerlich ähnelt das Fahrzeug dem Toyota Aygo.

## Technische Daten
Der e1 hat einen 45 kW (61 PS) starken permanenterregten Synchronmotor. Ein Lithium-NMC-Akkumulator (Lithium-Nickel-Mangan-Cobalt-Oxid) mit einem Energieinhalt von 32,2 kWh ermöglicht eine Reichweite nach NEFZ von 305 km. Die Vorderräder sind einzeln an MacPherson-Federbeinen und Querlenkern aufgehängt, hinten ist eine Verbundlenkerachse eingebaut.
|                            | e1               |
| -------------------------- | ---------------- |
| Bauzeitraum                | 04/2019–04/2021  |
| Motorkenndaten             |                  |
| Motorart                   | Elektromotor     |
| max. Leistung              | 45 kW (61 PS)    |
| max. Drehmoment            | 110 Nm           |
| Kraftübertragung           |                  |
| Antrieb                    | Vorderradantrieb |
| Getriebe                   |                  |
| Antriebsbatterie           |                  |
| Energieinhalt              | 32,2 kWh         |
| Reichweite nach NEFZ       | 305 km           |
| Messwerte                  |                  |
| Höchstgeschwindigkeit      | k. A.            |
| Beschleunigung, 0–100 km/h | k. A.            |